# Свято-Пантелеймонівський одеський чоловічий монастир УПЦ МП
Свято-Пантелеймонівський одеський чоловічий монастир УПЦ — православний монастир, найбільший в Одесі. Монастир засновано у 1876 році, у 1923 році закрито радянською владою, у 1995 відновлений у Свято-Пантелеймонівський чоловічий монастир. Збудовано з каменю, який привезли зі святої гори Афон. Знаходиться на вул. Пантелеймонівській.

## Історія

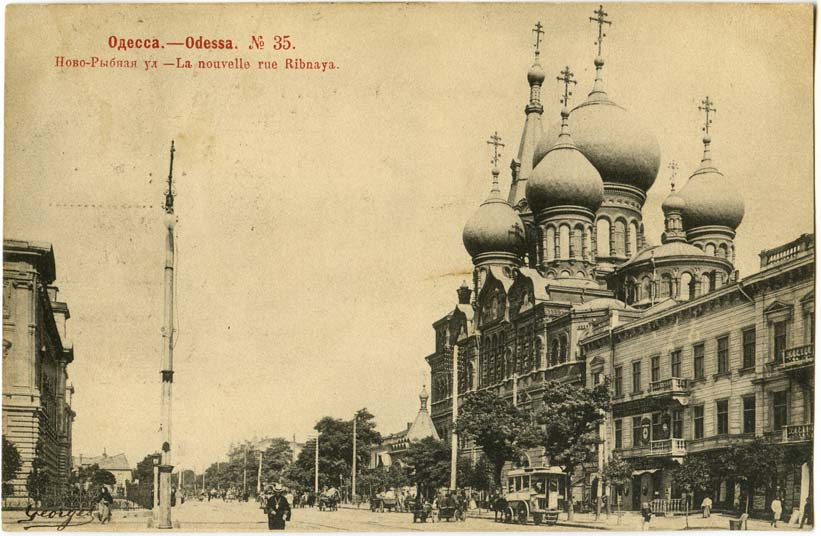
Храм на початку XX століття

Одеський Свято-Пантелеймонівський чоловічий монастир був створений з благословення Агафангела, митрополита Одеського та Ізмаїльського, на місці колишнього подвір'я Свято-Пантелеймонівського монастиря в 1995 році. Афонське подвір'я було засновано в Одесі в 1876 році, про що свідчать численні видання, зокрема, «путівник» 1883 Е.Фесенко. Урочисте освячення величного п'ятикупольного триповерхового храму відбулося патріархом Тихоном, у співслужінні з настоятелем подвір'я ієромонахом Патріарх Пиором, єпархіального духовенства 28 грудня 1895 року.
Після Жовтневого перевороту 1917 року для Пантелеймонівського подвір'я, як і для всієї Церкви, настала епоха випробувань. У 1923 році храм був закритий радянською владою. Храм знову відкрився вже в роки лихоліття під час Німецько-радянської війни 15 червня 1943, з благословення Патріарха Московського і всієї Русі Алексія I. Були також відкриті богословсько-пастирські курси, перетворені незабаром в Одеську Духовну семінарію. У 1946-1947 роках тут викладав ігумен Пимен (Ізвеков), що став згодом Святійшим Патріархом Московським і всієї Русі. На викладацьких теренах працювали майбутні митрополити Сергій (Петров) та Леонтій (Гудимов) та інші. Одеську семінарію закінчили найвизначніші архіпастирі сучасності — Блаженніший Митрополит Володимир, предстоятель Української Православної Церкви та Високопреосвященніший Агафангел, митрополит Одеський і Ізмаїльський, при якому, по суті, і почалося відродження Свято-Пантелеймонівського монастиря. Період же післявоєнної богословсько-пастирської життя Пантелеймонівської обителі виявився недовгим.
В епоху хрущовської відлиги, у 1961 року, храм був знову закритий, а Духовна семінарія і братія з благословення митрополита Бориса (Вік) були переведені до монастиря Успіння Пресвятої Богородиці. Богослужіння у Свято-Пантелеймонівському храмі відновилися в 1990 році. У 1995 році було засновано чоловічий монастир, а 15 серпня 1995 був звершений чернечий постриг.

## Устрій і архітектура
Храм зведений з каменю, видобутого на Святій Афонській горі і привезеного до Одеси.
В останні роки суттєво оновився зовнішній і внутрішній вигляд монастиря. Фасадну частину храму прикрасили вісім мозаїчних івон і назва храму, виповнена з мозаїки. Відреставрована дзвіниця і встановлені нові дзвони, проведена розпис храму Державної ікони Божої Матері. У головному храмі встановлено новий іконостас з іконами у візантійському стилі. Розписані стіни 3-х поверхів по великій сходах і оновлений паркетна підлога храму.

## Святині
8 грудня 1996 митрополит Агафангел освятив головний престол монастиря на честь Святий Пантелеймона і передав обителі частину святих мощей небесного покровителя, привезений ним раніше з Афону. Серед багатьох святинь обителі особливо вшановується образ Пресвятої Богородиці «Достойно єсть».